# Мохамед Салім
Мохамед Салім Мубарак (араб. محمد سليم مبارك, нар. 13 січня 1968) — еміратський футболіст, що грав на позиції захисника за клуб «Аль-Аглі» (Дубай) і національну збірну ОАЕ, у складі якої був учасником двох кубків Азії і чемпіонату світу 1990 року.

## Клубна кар'єра
На клубному рівні грав за «Аль-Аглі» (Дубай). 

## Виступи за збірну
Залучався до лав національної збірної ОАЕ.
У складі збірної був учасником кубка Азії 1984 року в Сінгапурі, кубка Азії 1988 року в Катарі, а також чемпіонату світу 1990 року в Італії.